# Karl Ernst Knodt

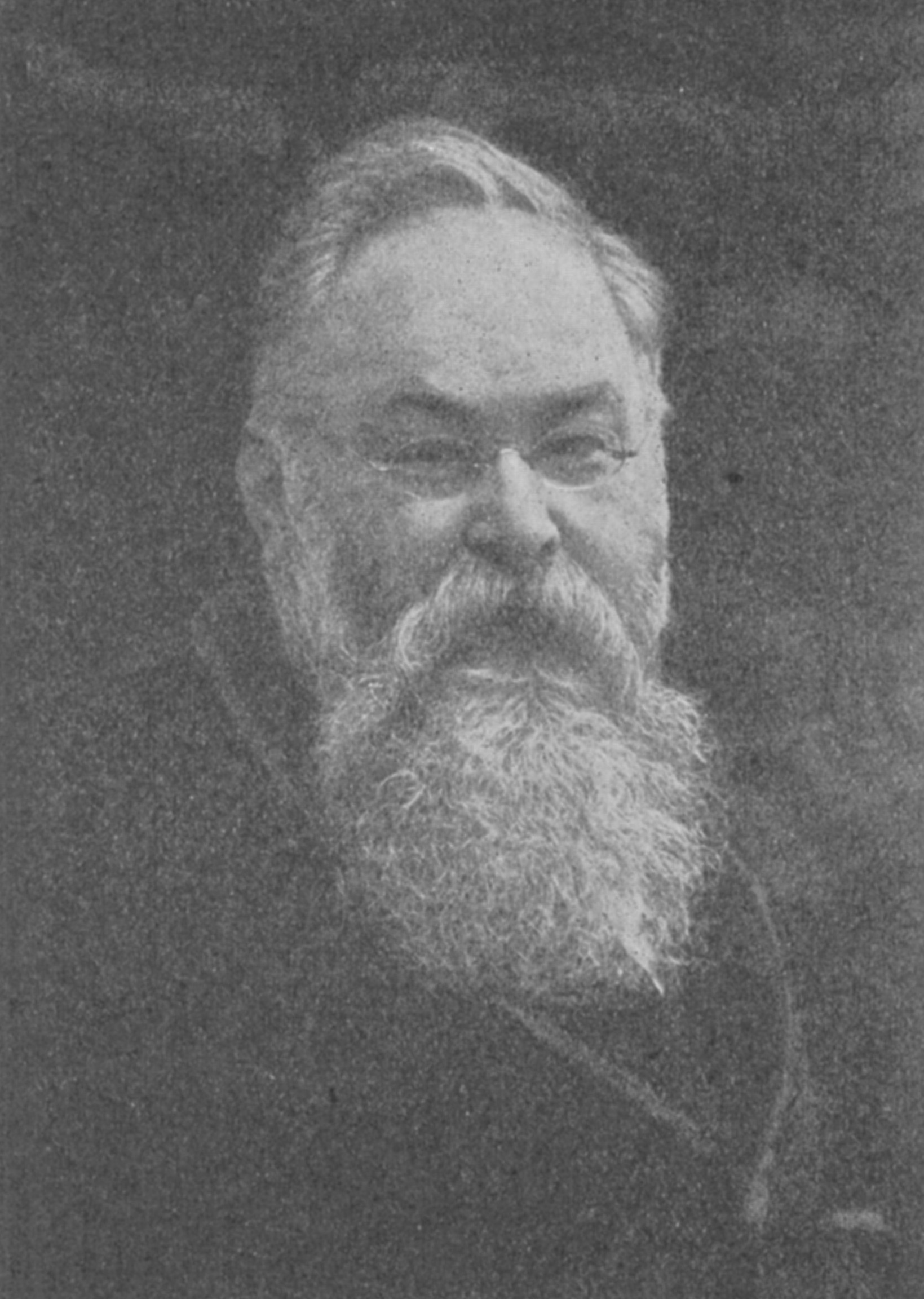
Karl Ernst Knodt

Karl Ernst Knodt: Ein Ton vom Tode, ein Lied vom Leben, Erstausgabe, 1905

Karl Ernst Knodt (* 6. Juni 1856 in Eppelsheim; † 30. September 1917 in Bensheim) war ein deutscher Dichter. Seinen Zeitgenossen war er als Waldpfarrer oder als „Dichter der Sehnsucht“ bekannt. 

## Leben
Karl Ernst Knodt wurde in Eppelsheim (bei Alzey) als vierter von fünf Söhnen des Pfarrers Adam Knodt und seiner Frau Elise, geb. Schmidt, geboren. Zwischen 1875 und 1878 studierte er Theologie in Straßburg, Utrecht sowie in Tübingen. In Straßburg wurde er Mitglied der Wingolfsverbindung Argentina zu Straßburg. Daraufhin folgte im Jahr 1878 das Predigerseminar, welches er in Friedberg absolvierte.
1880 wurde er im Pfarramt in Gernsheim am Rhein als Pfarr- und Schuldiakon geweiht. Im gleichen Jahr heiratete er Käthe Christmann in Nordheim. Mit ihr hatte er zwei Söhne: Karl Adam und Theodor. Von 1892 bis 1904 war er evangelischer Pfarrer in Ober-Klingen.
1904 ließ er sich aus gesundheitlichen Gründen vom Pfarramt beurlauben. Er zog nach Bensheim in ein von Heinrich Metzendorf erbautes Haus. 1910 ging er endgültig in den Ruhestand und starb sieben Jahre später, am 30. September 1917, eines plötzlichen Todes.
Karl Ernst Knodt pflegte rege Beziehungen sowohl per Brief als auch persönlich. Er hatte verschiedene Kontakte zu Literaten seiner Zeit, unter anderem auch zu Hermann Hesse, Wilhelm Raabe, Hans Thoma, Wilhelm Steinhausen, Agnes Miegel, Henny Koch, Gustav Schüler, Ludwig Bäte oder Prinz Emil von Schoenaich-Carolath, der ihn des Öfteren in seinem Haus im Odenwald besuchte.

## Werke
- Aus meiner Waldecke. Concordia: Berlin 1900 (2. Auflage mit Zeichnungen von Gustav Kampmann, Stephan Geibel: Altenburg 1904)
- Wir sind die Sehnsucht. Liederlese moderner Sehnsucht. Buchschmuck von Heinrich Vogeler, Greiner & Pfeiffer: Stuttgart 1902
- Aus allen Augenblicken meines Lebens. Neue Gedichte. K. Schimmelpfennig: Mülheim/Ruhr 1902 (2. Auflage mit Buchschmuck von Franz Hein, Fritz Eckart: Leipzig 1914)
- Fontes Melusinae. Ein Menschheitsmärchen mit Bildern von Gustav Kampmann. Altenburg 1904
- Ein Ton vom Tode und ein Lied vom Leben. Neue Verse mit 2 Titelbildern von Gustav Kampmann. Emil Roth: Gießen 1905
- Von Sehnsucht, Schönheit, Wahrheit. Ein Dreiklang in Versen. Buchschmuck von Franz Hein, Leipzig 1907
- Allerleirauh. Zeitgemäße Dichtungen und Umdichtungen in Spruchform, Leipzig 1907
- Die Gott suchen. Eine Sammlung religiöser deutscher Dichtungen von den Anfängen bis zur Gegenwart. C.H. Beck: München 1912
- Vom Bruder Tod. 80 Gedichte, Selbstverlag: Bensheim 1913 (2., veränderte Auflage als Feldpostausgabe Jansa: Leipzig 1915)
- Bausteine zum neuen Deutschland. Leipzig 1915 (als Feldpostausgabe Neudietendorf 1917)
- Lösungen und Erlösungen. Müller & Fröhlich: München 1916
- Lichtlein sind wir. Ein Ausleseband aus aller Lyrik von Karl Ernst Knodt mit einem Vorwort von Karl Rheinfurth, München 1916
- Ich hatt’ einen Kameraden Requiem (für Paul Ernst Köhler). Strecker & Schröder: Stuttgart 1916
- Paul Ernst Köhler: Vom Baume des Lebens, gesammelt u. herausgegeben von KEK, München 1916
- Meine Wälder. Worte von Karl Ernst Knodt mit Bildern von Otto Ubbelohde. Hermann A. Wiechmann: München 1918 (6. Auflage 1920)
- Der helle Goldton, Gedichte von KEK, ausgewählt und zum 100. Geburtstag herausgegeben von Karl Adam Knodt, Hüneburg: Stuttgart 1956